# 金澤勝眞
金澤 勝眞（かなざわ かつま、不明 - 2009年3月8日）は、日本のアニメーション演出家、アニメーター。
作品によっては、「金沢 勝真」「金沢 勝眞」「松川 真書」といった別名義や別表記が用いられている。

## 人物紹介
幼児向けのテレビアニメから成人向けのアダルトアニメまで、手広くこなせる演出家。元はアニメーターであり、1970年代後半から1980年代後半にかけてのテレビアニメを多々手掛けていた。
1990年代には演出家へ転身すると共に、OVAの新たなジャンルとして確立していたアダルトアニメに活躍の場を見出す。やがて『遺作』など凌辱系作品を手掛けた際の高い評価から、業界の内外を問わず名を知られるようになった。とくに『ハイヌウェレ 収穫の夜』ではバイオレンスとともに幻想的な「境界線のある世界」を描き、前作『luv wave』で組んだ飯島弘也とともにアダルトアニメ専門誌のG-typeに取り上げられるなど、同ジャンルの人気クリエイターとなった。
2000年代に入りアダルトゲーム原作の深夜アニメが増えると、アダルトアニメで高く評価された作風はこちらでも活かされるようになる。『Gift〜eternal rainbow〜』では物語中盤に友人の深峰莉子の行動を裏切りと捉えて精神を病んでいくヒロインの木之坂霧乃の鬼気迫る言動や情念を、辛辣な台詞だけでなく物語の重要アイテムである糸電話を用いて描いたほか、『School Days』では主人公の伊藤誠の絶倫な性欲を彼の変化する表情や大量の使用済みティッシュペーパーを用いて描いたり、その物語終盤には自分の性技を目当てに誘惑してきた同級生の少女3人との自宅4Pすら悠々と行うまでに至った誠の性的暴走や現実逃避を、4Pの事前と事後における背景物や周囲人物の描写に注力して描いたりと、先述の作風が如実に現れている。
しかしその身体はかねてより癌に蝕まれており、晩年は病と戦いながら仕事をこなす日々であった模様。没後にはG-type2009年6月号を皮切りにアダルトアニメ関連各誌がその死を悼み、誌上に追悼特集を掲載している。
闘病中もG-typeの10周年記念オリジナルドラマCDの脚本を執筆していたが、未完となった。

## 作品一覧

### テレビアニメ
- 魔女っ子チックル：動画
- 銀河鉄道999：作画、原画
- まいっちんぐマチコ先生：原画
- うる星やつら：原画
- ときめきトゥナイト：原画
- 大自然の魔獣バギ：原画
- 特装機兵ドルバック：作画監督
- ダーティペア：原画
- きまぐれオレンジ☆ロード：原画
- マンガ日本経済入門：原画
- おぼっちゃまくん：作画監督
- 桃太郎伝説：作画監督
- カラス天狗カブト：絵コンテ ※23話
- 横山光輝 三国志：絵コンテ、演出
- ウルトラマンキッズ 母をたずねて3000万光年：絵コンテ、演出
- 砂ぼうず：絵コンテ
- シュガシュガルーン：絵コンテ
- BLACK CAT：絵コンテ
- Gift 〜ギフト〜 eternal rainbow：絵コンテ
- School Days：絵コンテ
- ポルフィの長い旅：絵コンテ
- ロザリオとバンパイア CAPU2：絵コンテ
- 蒼天航路：絵コンテ

### OVA

#### 一般向け
- 銀河英雄伝説第1期：原画
- 銀河英雄伝説第4期：演出
- ナコルル 〜あのひとからのおくりもの〜 郷里之畏友編：監督
- HELLSING：演出
- 一騎当千 Dragon Destiny 赤壁温泉大決戦：脚本、監督
- クイーンズブレイド 流浪の戦士 みんなでちゃうよ♥ガイノス学園大暴れ!：絵コンテ

#### アダルトアニメ
- エッチでハッピー! ピン! ピン! ピン!：監督
- ドラゴン・ライダー：監督
- 淫獣聖戦シリーズ：演出
- きゃんきゃんバニーエクストラ：監督
- Piaキャロットへようこそ!!：脚本、監督
- YU-NO：絵コンテ、監督
- 無人島物語Xシリーズ
  - 無人島物語X：監督
  - 無人島物語XX：監督
- 遺作：監督
- G-tasteシリーズ：監修
- luv wave：監督
- 警備員：監督
- 脅迫 終わらない明日：監督
- 新世紀 淫魔聖伝：原作、脚本
- 回春：監督
- 〔él〕：脚本、監督
- 妖囁：監督
- ハイヌウェレ 収穫の夜：原作、脚本、監督
- 奴隷介護：絵コンテ、監督
- ダーク・シェル 檻の中の艶：原作、脚本、絵コンテ、監督
- 螢子：原作、脚本、監督
- 妻みぐい THE ANIMATION：絵コンテ[5]
- 女狼狂濡：監修
- ファミレス戦士プリン：脚本、監督
- DISCODE 異常性愛：監督
- DISCIPLINE：監修
- 悪戯 〜いたずら〜：絵コンテ、監督
- IMMORAL：監督
- 輪奸学園：脚本、監督
- 姉、ちゃんとしようよっ!：脚本、絵コンテ、監督
- 戦乙女ヴァルキリー「あなたに全てを捧げます」 真章：脚本、監督
- 特別病棟：絵コンテ[5]
- 春恋*乙女 〜乙女の園で逢いましょう。〜：監督
- 催眠凌辱学園：監督

### 劇場アニメ
- うる星やつら オンリー・ユー：原画
- ゲゲゲの鬼太郎 妖怪大戦争：原画
- ゲゲゲの鬼太郎 激突!!異次元妖怪の大反乱：原画

### アダルトゲーム
- 螢子：原作
- Diabolus 〜鬼哭〜：脚本